# Kaga-Bandoro (underprefektur)
Kaga-Bandoro är en subprefektur i Centralafrikanska republiken.   Den ligger i prefekturen Préfecture de la Nana-Grébizi, i den centrala delen av landet, 300 km norr om huvudstaden Bangui. Antalet invånare är 27 797.
I omgivningarna runt Kaga-Bandoro växer huvudsakligen savannskog. Runt Kaga-Bandoro är det mycket glesbefolkat, med 7 invånare per kvadratkilometer.